# 2012 en aéronautique
Chronologie de l'aéronautique
- 2008
- 2009
- 2010
- 2011
- 2012
- 2013
- 2014
- 2015
- 2016

Cet article présente les faits marquants de l'année 2012 en aéronautique.

## Événements

### Janvier
- Samedi 7 janvier ,  Nouvelle-Zélande : un accident de ballon fait 11 morts. C'est le second accident de ballon le plus meurtrier de l'histoire.

### Mars
- Vendredi 2 mars,  États-Unis : dernier vol aux couleurs de Continental Airlines, absorbée par United Airlines. La compagnie avait été créée en 1934.
- 12 mars : premier vol de l'ULM Aerotech Innovation Risen.
- Mardi 27 mars,  États-Unis : un commandant de bord de la compagnie JetBlue panique en plein vol et le copilote choisit de s'enfermer seul dans le cockpit pour terminer le vol. L'événement relance le débat sur les conditions de stress des pilotes.

### Avril
- Lundi 2 avril,  Russie : un ATR-72 de la compagnie UTair s'écrase près de Tioumen, causant la mort de 29 des 43 personnes à bord.

### Mai
- Vendredi 9 mai',  Canada : dernier vol d'un Boeing 720.
- Jeudi 10 mai,  Indonésie : découverte de l'épave d'un Soukhoï Superjet 100 au Mont Salak.

### Juin
- Dimanche 10 juin : accident d'hélicoptère de la police au Kenya, où périssent six personnes, dont le ministre de l'Intérieur George Saitoti.

### Juillet
- Vendredi 13 juillet,  France : un bi-réacteur s'écrase à l'aéroport du Castellet, dans le Var[1].

### Septembre
- Samedi 29 septembre : le pilote suisse Carlo Schmid achève son tour du monde sur Cessna 210 commencé le 11 juillet à l'aéroport de Dübendorf, dans le canton de Zurich. À 22 ans, il est le plus jeune pilote à avoir accompli un tel vol en solitaire.

### Octobre
- Mardi 23 octobre,  France : décès de l'as français Roland de la Poype.

### Décembre
- 1er décembre 2012,  France : premier vol du Dassault nEUROn depuis la base aérienne d'Istres[2].